# Comuna Mihăileni, Sibiu
Mihăileni (în maghiară: Sálfalva, în germană: Schaldorf) este o comună în județul Sibiu, Transilvania, România, formată din satele Metiș, Mihăileni (reședința), Moardăș, Răvășel și Șalcău.

## Demografie
Componența etnică a comunei Mihăileni
     Români (63,51%)
     Romi (24,15%)
     Alte etnii (12,33%)
Componența confesională a comunei Mihăileni
     Ortodocși (80,78%)
     Penticostali (2,47%)
     Creștini după evanghelie (1,03%)
     Alte religii (2,98%)
     Necunoscută (12,74%)
Conform recensământului efectuat în 2021, populația comunei Mihăileni se ridică la 973 de locuitori, în scădere față de recensământul anterior din 2011, când fuseseră înregistrați 1.036 de locuitori. Majoritatea locuitorilor sunt români (63,51%), cu o minoritate de romi (24,15%). Din punct de vedere confesional, majoritatea locuitorilor sunt ortodocși (80,78%), cu minorități de penticostali (2,47%) și creștini după evanghelie (1,03%), iar pentru 12,74% nu se cunoaște apartenența confesională.

## Politică și administrație
Comuna Mihăileni este administrată de un primar și un consiliu local compus din 9 consilieri. Primarul, Cristian-Ioan Bratu[*], de la Alianța Dreapta Unită, este în funcție din 1 noiembrie 2024. Începând cu alegerile locale din 2024, consiliul local are următoarea componență pe partide politice:
|  | Partid                          | Consilieri | Componența Consiliului | Componența Consiliului | Componența Consiliului | Componența Consiliului |
|  | ------------------------------- | ---------- | ---------------------- | ---------------------- | ---------------------- | ---------------------- |
|  | Alianța Dreapta Unită           | 4          |                        |                        |                        |                        |
|  | Partidul Social Democrat        | 3          |                        |                        |                        |                        |
|  | Partidul Național Liberal       | 1          |                        |                        |                        |                        |
|  | Alianța pentru Unirea Românilor | 1          |                        |                        |                        |                        |

## Atracții turistice
- Biserica Ortodoxă din satul Răvășel
- Biserica Evanghelică fortificată din Răvășel, construcție secolul al XVI-lea
- Biserica fortificată din satul Metiș
- Biserica fortificată din satul Moardăș, construcție secolul al XIV-lea
- Canionul Mihăileni (15 ha)

## Primarii comunei
- 1996[7] - 2000 - Brad Aurel, de la USD
- 2000[8] - 2004 - Șchiau Ioan, de la PNL
- 2004[9] - 2008 - Șchiau Ioan, de la PSD
- 2008[10] - 2012 - Șchiau Ioan, de la PSD
- 2012[11] - 2016 - Ioan Șchiau, de la USL
- 2016[12] - 2020 - Ioan Șchiau, de la PSD